# 栄養と人間欲求における合衆国上院特別委員会
栄養と人間欲求における合衆国上院特別委員会（United States Senate Select Committee on Nutrition and Human Needs）は、1968-1977年に存在したアメリカ合衆国上院の特別委員会。　委員長のジョージ・マクガヴァンに因み、マクガヴァン委員会（McGovern committee）とも呼ばれる
1977年1月、Dietary Goals for the United States, 通称『マクガヴァン報告（"McGovern Report"）』発行

## 委員[2]
- ジョージ・マクガヴァン、サウスダコタ州, 委員長
- アレン・エレンダー、ルイジアナ州
- Herman Talmadge、ジョージア州
- ラルフ・ヤーボロー、テクサス州
- Philip Hart、ミシガン州
- ウォルター・モンデイル、ミネソタ州
- エドワード・ケネディ、マサチューセッツ州
- クレイボーン・ペル、ロードアイランド州
- ジェイコブ・ジャヴィッツ、ニューヨーク州
- チャールズ・パーシー、イリノイ州
- Peter H. Dominick、コロラド州
- Marlow Cook、ケンタッキー州
- ボブ・ドール、カンサス州

- 後に参加
- ヒューバート・H・ハンフリー、ミネソタ州
- パトリック・リーヒ、ヴァーモント州
- Edward Zorinsky、ネブラスカ州
- Richard Schweiker、ペンシルヴェニア州
- Gaylord Nelson、ウィスコンシン州
- Henry Bellmon、オクラホマ州
- Alan Cranston、カリフォルニア州
- マーク・ハットフィールド、オレゴン州[3][4]

## 参照・外部リンク
1. ↑  Pearce, Jeremy (2009年7月8日). “D. Mark Hegsted, 95, Harvard Nutritionist, Is Dead”. The New York Times
2. ↑   Congressional Quarterly Almanac 91st Congress 1st Session 1969. 25. Congressional Quarterly. (1970). p. 55 The next volume of Congressional Quarterly Almanac for 1970 shows the same members.
3. ↑  Martin, Josephine; Oakley, Charlotte (2008). Managing Child Nutrition Programs: Leadership For Excellence (2nd ed.). Jones & Bartlett Publishers. pp. 95–96. ISBN 0763733903
4. ↑  “Dietary Goals of the United States – Foreword”.  合衆国上院. 2010年1月2日閲覧。

Dietary Goals of the United States
Dietary Goals for the United States